# Alfred Martin
Alfred Martin (* 24. červenec 1882, Oberlausitz, Německo - † 11. červen 1979, Mnichov, Německo ) byl německý historik, právník, sociolog a horolezec, který ve Vysokých Tatrách udělal hodně významných prvovýstupů v letech 1905 - 1908, kdy studoval na univerzitě ve Vratislavi. 

## Životopis
Jako univerzitní profesor působil ve Frankfurtu nad Mohanem, Göttingenu a v Mnichově. Během tamního působení se od roku 1900 věnoval horolezectví v Alpách. Velmi aktivní byl během pobytu v polském Vratislavi, kdy měl více příležitostí navštěvovat Vysoké Tatry. Jeho spolulezci byli Ernst Dubki, Günter Oskar Dyhrenfurth a Hermann Rumpelt, Gyula Komárnická a horští vůdci Ján Breuer i Jan Franz st. V horách účinkoval nejen v létě, ale i v zimě, a tak ovlivnil rozvoj zimního horolezectví. 
Byl autorem mnoha horolezeckých článků, které publikoval v německých, švýcarských, rakouských horolezeckých časopisech. Publikoval iv polském časopise Taternik, kde popsal svůj zimní vstup na Vysokou. Kriticky se vyjadřoval k tatranské horolezecké činnosti Karla Englische a popisoval vysokohorské lyžařské terény.

## Některé důležité výstupy
- Prvovýstup na Dračí štít s Janem Breuerem
- Zimní prvovýstup na Končistú
- Zimní prvovýstup na Bradavicu s Ernstem Dubkem a horskými vůdci
- Zimní prvovýstup na Kežmarský štít s Dyhrenfurthom
- Zimní prvovýstup na Huncovskej štít s Dyhrenfurthom
- Zimní prvovýstup na Malý Kežmarský štít s Dyhrenfurthom
- Zimní prvovýstup na Veľký Mengusovský štít s Ernstem Dubkem a horskými vůdci
- Zimní prvovýstup na Kôprovský štít s Janem Breuerem
- Zimní prvovýstup na Štrbský štít s Janem Bauerem
- Zimní prvovýstup na Furkotský štít s Janem Breuerem
- Prvovýstup na Supi věž s Janem Franzem
- Prvovýstup na Černé věže s Janem Franzem
- Prvovýstup na Tupú
- Prvovýstup na Slavkovskou kopu

Na jeho památku je pojmenován Martinův komín na Veľký Mengusovský štít a Martinova cesta z Polského hřebene na Gerlachovský štít. 